# Trychnocrana abditiva
Trychnocrana abditiva är en fjärilsart som beskrevs av Turner 1925. Trychnocrana abditiva ingår i släktet Trychnocrana och familjen mott. Inga underarter finns listade i Catalogue of Life.